# Transport w Reykjavíku

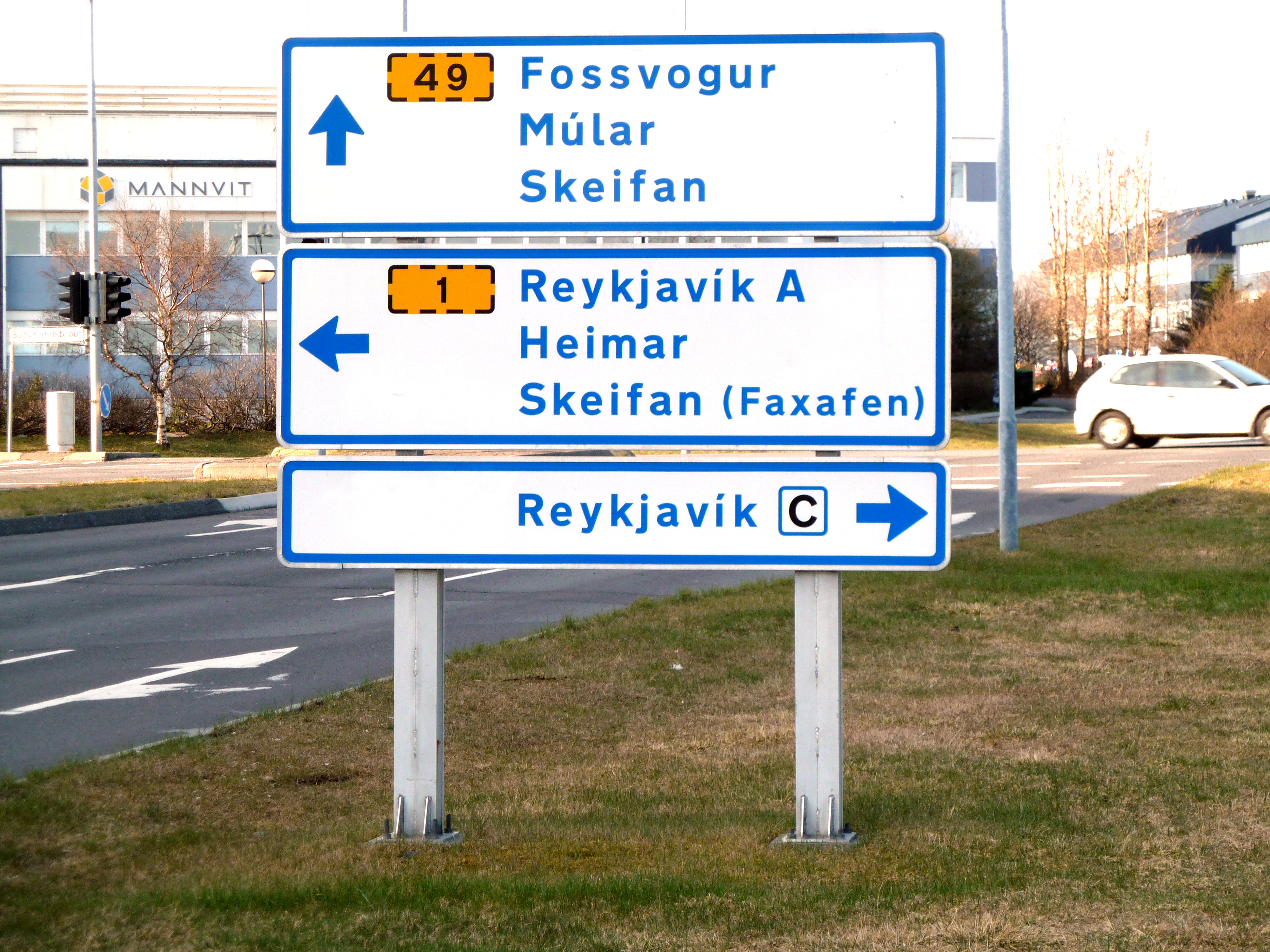
Tablice drogowe w Reykjavíku

Transport w Reykjavíku – system transportowy w stolicy Islandii Reykjavíku składający się z sieci drogowej, transportu autobusowego, terminala promowego oraz dwóch portów lotniczych.

## Transport drogowy
Przez Reykjavík przebiega większość głównych dróg znajdujących się na Islandii. Są to drogi nr 1 – główna droga okrążająca całą wyspę i łącząca Reykjavík z innymi regionami kraju; 40 łącząca miasto z miejscowością Garðabær; 41 biegnąca ze stolicy do Keflavíku, gdzie znajduje się port lotniczy; 49 przebiegająca jedynie na terenie Reykjavíku oraz 413 łącząca miasto z miejscowością Kópavogur i 430 łącząca miasto z miejscowością Hafravatn. Ponadto w stolicy wyspy znajduje się wiele wewnętrznych dróg lokalnych, a także nienumerowane arterie komunikacyjne łączące ze sobą dzielnice miasta. Ze względu na fakt, iż w regionie stołecznym Höfuðborgarsvæðið mieszka około 2/3 populacji Islandii, jedynie tutaj występuje gęstsza siatka ulic i szerokich alei komunikacyjnych. Na terenie Reykjavíku znajduje się wiele publicznych parkingów. Miasto podzielono na cztery strefy parkowania  – od P1 do P4, które różnią się od siebie ceną za postój.

### Elektromobilność

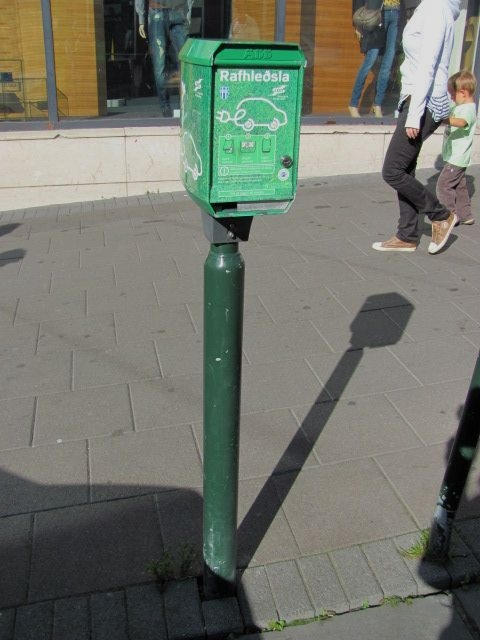
Stacja do ładowania samochodów elektrycznych w Reykjavíku

W Reykjavíku panują idealne warunki do rozwoju elektromobilności. Wpływają na to takie czynniki, jak wysokie koszty konwencjonalnych paliw, energia elektryczna pochodząca w 100% ze źródeł odnawialnych oraz fakt, iż większość podróży samochodem na terenie Islandii są to krótkie podróże na terenie miasta. W związku z tym władze miasta propagują takie środki transportu, budując stacje do ładowania samochodów elektrycznych. Dodatkowo wprowadzone zostały dodatkowe opłaty dla samochodów typu SUV, które charakteryzują się wysokim zużyciem paliwa. W 2017 r. 2% nowych samochodów zarejestrowanych na Islandii było w pełni elektrycznych, a kolejne 6,7% to tzw. hybrydy plug-in. Daje to drugi wynik w Europie, za Norwegią.

## Komunikacja miejska

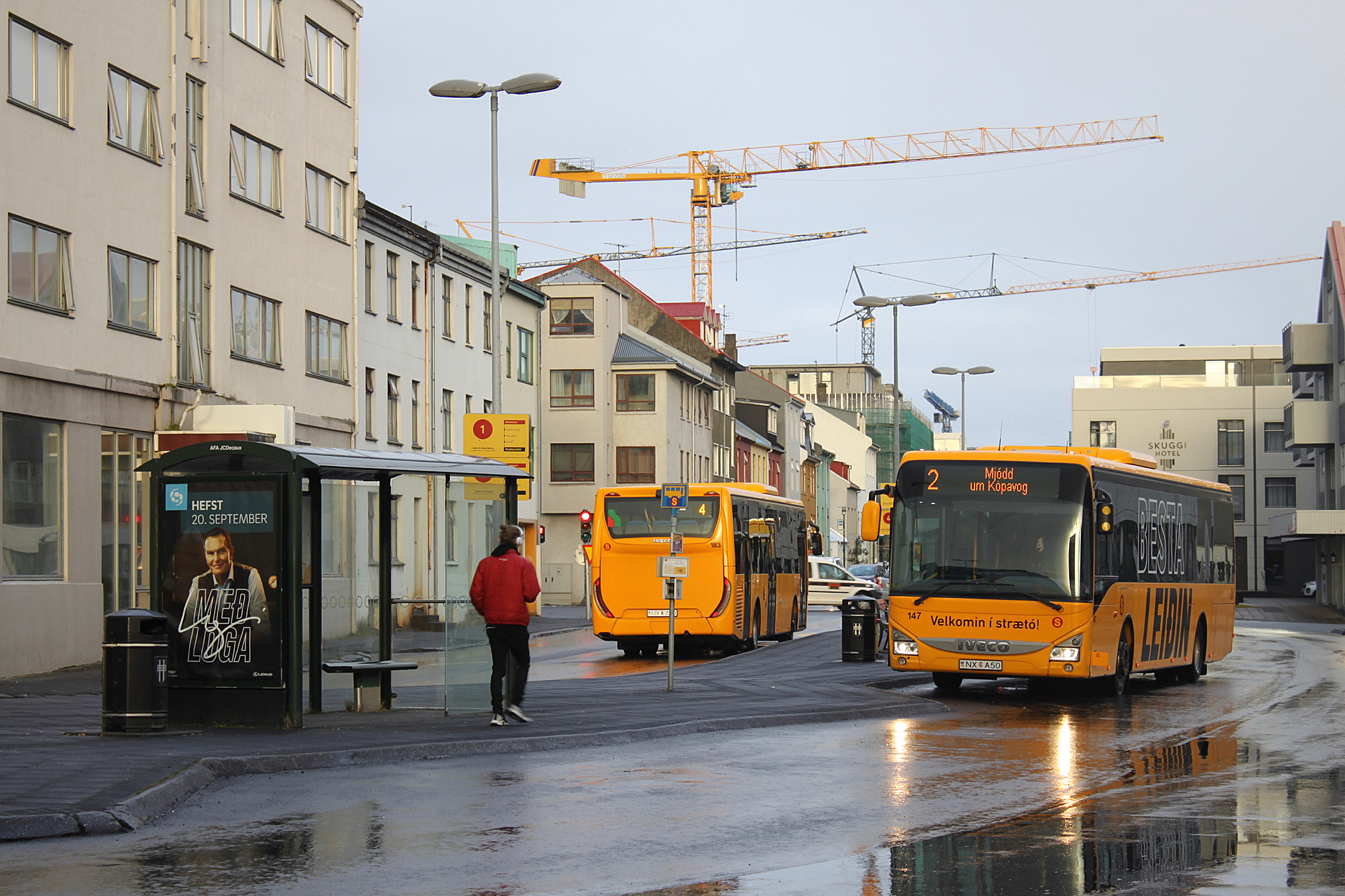
Autobusy miejskie w Reykjavíku

Komunikacja miejska na terenie Reykjavíku opiera się wyłącznie na systemie autobusów miejskich. Za obsługę miejskich linii autobusowych w regionie stołecznym odpowiada przedsiębiorstwo Strætó. Wszystkie autobusy są pomalowane na żółto. Na terenie miasta kursuje 31 linii dziennych o numerach od 1 do 46, 6 linii nocnych o numerach od 101 do 111, a także uruchamiane przez przedsiębiorstwo linie komunikacyjne do sąsiednich miejscowości. Oprócz tego z Reykjavíku kursują autobusy międzymiastowe do dalszych miejscowości na Islandii, obsługiwane przez prywatnych przewoźników. Ponadto w centrum Reykjavíku znajduje się główny dworzec autobusowy na Islandii, z którego odjeżdżają dalekobieżne autobusy do innych miast wyspy. Pełnią one rolę jedynego lądowego środka transportu publicznego w państwie, gdyż na Islandii nie ma kolei.

## Transport morski
Reykjavik jest największym miastem portowym na Islandii. Znajdują się tu dwa porty: stare nadbrzeże w centrum miasta oraz usytuowany we wschodniej części terminal Sundahöfn. Stare nadbrzeże jest wykorzystywane głównie przez rybaków, a także przez zawijające do Reykjavíku statki pasażerskie. Port Sundahöfn jest natomiast największym w kraju terminalem cargo.

## Transport lotniczy
W okolicach Reykjavíku znajdują się dwa porty lotnicze: Port lotniczy Reykjavík oraz Port lotniczy Keflavík.

### Port lotniczy Reykjavík
Port lotniczy Reykjavík (isl.: Reykjavíkurflugvöllur, ang.: Reykjavík Airport, kod IATA: RKV, kod ICAO: BIRK) znajduje się bezpośrednio na terenie miasta i obsługuje ruch krajowy oraz połączenia na Wyspy Owcze i Grenlandię.

### Port lotniczy Keflavík

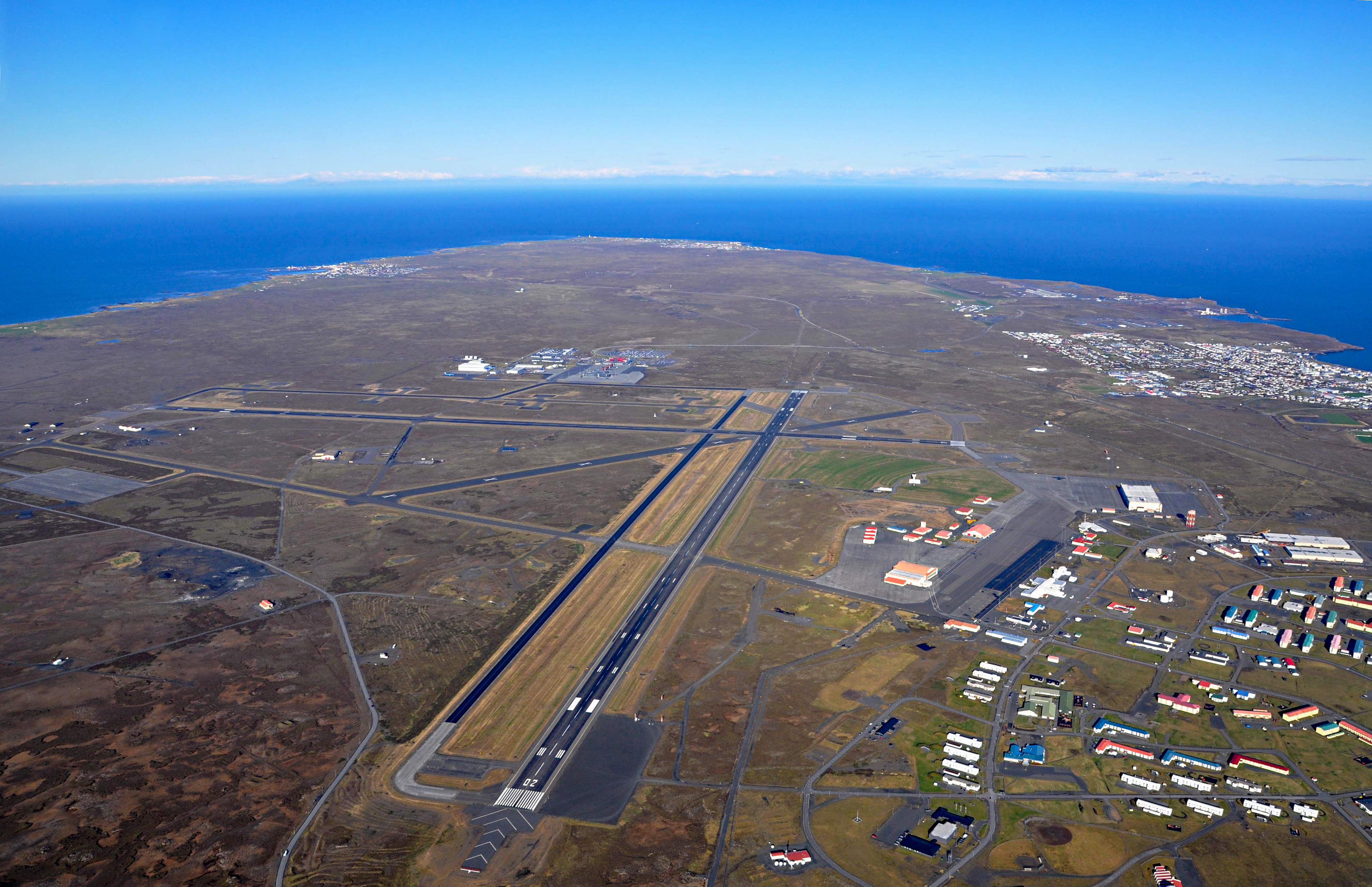
Port lotniczy Keflavík

Port lotniczy Keflavík (isl. Keflavíkurflugvöllur, ang. Keflavík International Airport, kod IATA: KEF, kod ICAO: BIKF) jest największym w Islandii portem lotniczym i obsługuje niemal cały ruch międzynarodowy. Jest zlokalizowane w miejscowości Keflavík ok. 50 km na południowy zachód od stolicy państwa. Dojazd z Reykjavíku do lotniska zapewnia droga nr 41 oraz kursujące autobusy rejsowe. Port w Keflavíku obsługuje loty do wielu państw europejskich, m.in. Niemiec, Norwegii, Wielkiej Brytanii, Polski, Włoch, czy też Hiszpanii, a także połączenia do Stanów Zjednoczonych i Kanady.